# Kenji Oba
Kenji Oba (大場 健史 Oba Kenji?), född 14 augusti 1967 i Kanagawa prefektur, är en japansk tidigare fotbollsspelare.
Oba började sin karriär 1986 i Nissan Motors. Med Nissan Motors vann han japanska ligan 1988/89, 1989/90, japanska ligacupen 1988, 1989, 1990 och japanska cupen 1988, 1989. 1991 flyttade han till Sumitomo Metal (Kashima Antlers). Efter Kashima Antlers spelade han för Kashiwa Reysol och Kawasaki Frontale. Han avslutade karriären 1998.